# Ned Block
Ned Joel Block (Chicago, 1942) è un filosofo e docente statunitense.
Ha dato importanti contributi alla comprensione della coscienza e alla filosofia della scienza cognitiva. Dal 1996 è professore di filosofia e psicologia alla New York University.

## Formazione e carriera
Block ha conseguito il dottorato di ricerca presso l'Università di Harvard nel 1971 sotto la direzione di Hilary Putnam. Ha lavorato al Massachusetts Institute of Technology (MIT) come assistente professore di filosofia (1971-1977), ha ricoperto il ruolo di professore associato di filosofia (1977-1983), professore di filosofia (1983–1996) e presidente della filosofia sezione (1989-1995). Dal 1996 è professore al dipartimento di filosofia e psicologia alla New York University (NYU).
Block ha ricevuto il Premio Jean Nicod nel 2013. Ha tenuto le William James Lectures presso l'Università di Harvard nel 2012 e le John Locke Lectures presso l'Università di Oxford nel 2013; è sposato con la psicologa Susan Carey.

## Opera filosofica
Block è noto per aver presentato un noto argomento contro il test di Turing come test di intelligenza, in un documento intitolato " Psicologismo e comportamentismo " (1981). È anche noto per le sue critiche al funzionalismo, nelle quali sostiene che un sistema con gli stessi stati funzionali di un essere umano non è necessariamente cosciente. Nella sua opera ha operato una distinzione tra "phenomenal consciousness" e "access consciousness": la prima è, secondo Block, costituita dalle esperienze soggettive e dai sentimenti mentre la seconda è costituita da quelle informazioni disponibili a livello globale nel sistema cognitivo ai fini del ragionamento, della parola e del controllo dell'azione. Ha inoltre sostenuto che "phenomenal consciousness" e "access consciousness" potrebbero non coincidere sempre negli esseri umani.
Block è stato un giudice al Loebner Prize.